# Функціональна повнота
Функціональна повнота множини логічних операцій чи булевих функцій — це можливість подати всі можливі значення таблиць істинності за допомогою формул із елементів цієї множини.
У логіці зазвичай застосовують такий набір операцій: кон'юнкція ({\displaystyle \land }), диз'юнкція ({\displaystyle \lor }), заперечення ({\displaystyle \neg }), імплікація ({\displaystyle \to }) та еквівалентність ({\displaystyle \leftrightarrow }). Ця множина операцій є функціонально повною. Але вона не є мінімальною функціонально повною системою, оскільки:
{\displaystyle A\to B=\neg A\lor B}
{\displaystyle A\leftrightarrow B=(A\to B)\land (B\to A)}
Отже {\displaystyle \{\neg ,\land ,\lor \}} також є функціонально повною системою. Але {\displaystyle \lor } також може бути виражене (за законом де Моргана) як:
{\displaystyle A\lor B=\neg (\neg A\land \neg B).}
{\displaystyle \land } також може бути визначено через {\displaystyle \lor } подібним чином.
Також {\displaystyle \vee } може бути виражена через {\displaystyle \rightarrow } таким чином:
{\displaystyle \ A\vee B:=(A\rightarrow B)\rightarrow B.}
Отже {\displaystyle ~\{\neg \}} та одна з {\displaystyle \{\land ,\lor ,\rightarrow \}} є мінімальною функціонально повною системою.
У контексті логіки висловлювань, функціонально повний набір зв'язків також називається (неформально) адекватним[джерело?]. 

## Критерій повноти
Критерій Поста сформульовано американським математиком Емілем Постом 1941 року. Він описує необхідні та достатні умови функціональної повноти для множини булевих функцій.
Критерій:
Множина булевих функцій є функціонально повною тоді і тільки тоді, коли вона не міститься повністю ні в одному з передповних класів.

## Мінімальні множини бінарних операцій
множини з одного елементаштрих Шефера (або {NAND}), стрілка Пірса (або {NOR}).
множини  двох елементів{\displaystyle \{\lor ,\lnot \},\{\land ,\lnot \},\{\to ,\lnot \},\{\to ,\bot \},\{\not \to ,\top \},\{\to ,\not \to \},\{\to ,\not \leftrightarrow \},\{\not \to ,\leftrightarrow \}}
множини трьох елементів{{\displaystyle \lor }, {\displaystyle \leftrightarrow }, {\displaystyle \bot }}, {{\displaystyle \lor }, {\displaystyle \leftrightarrow }, {\displaystyle \not \leftrightarrow }}, {{\displaystyle \lor }, {\displaystyle \not \leftrightarrow }, {\displaystyle \top }}, {{\displaystyle \land }, {\displaystyle \leftrightarrow }, {\displaystyle \bot }}, {{\displaystyle \land }, {\displaystyle \leftrightarrow }, {\displaystyle \not \leftrightarrow }}, {{\displaystyle \land }, {\displaystyle \not \leftrightarrow }, {\displaystyle \top }}.

## Дивись також
- Ґратка Поста